# Керамический кран

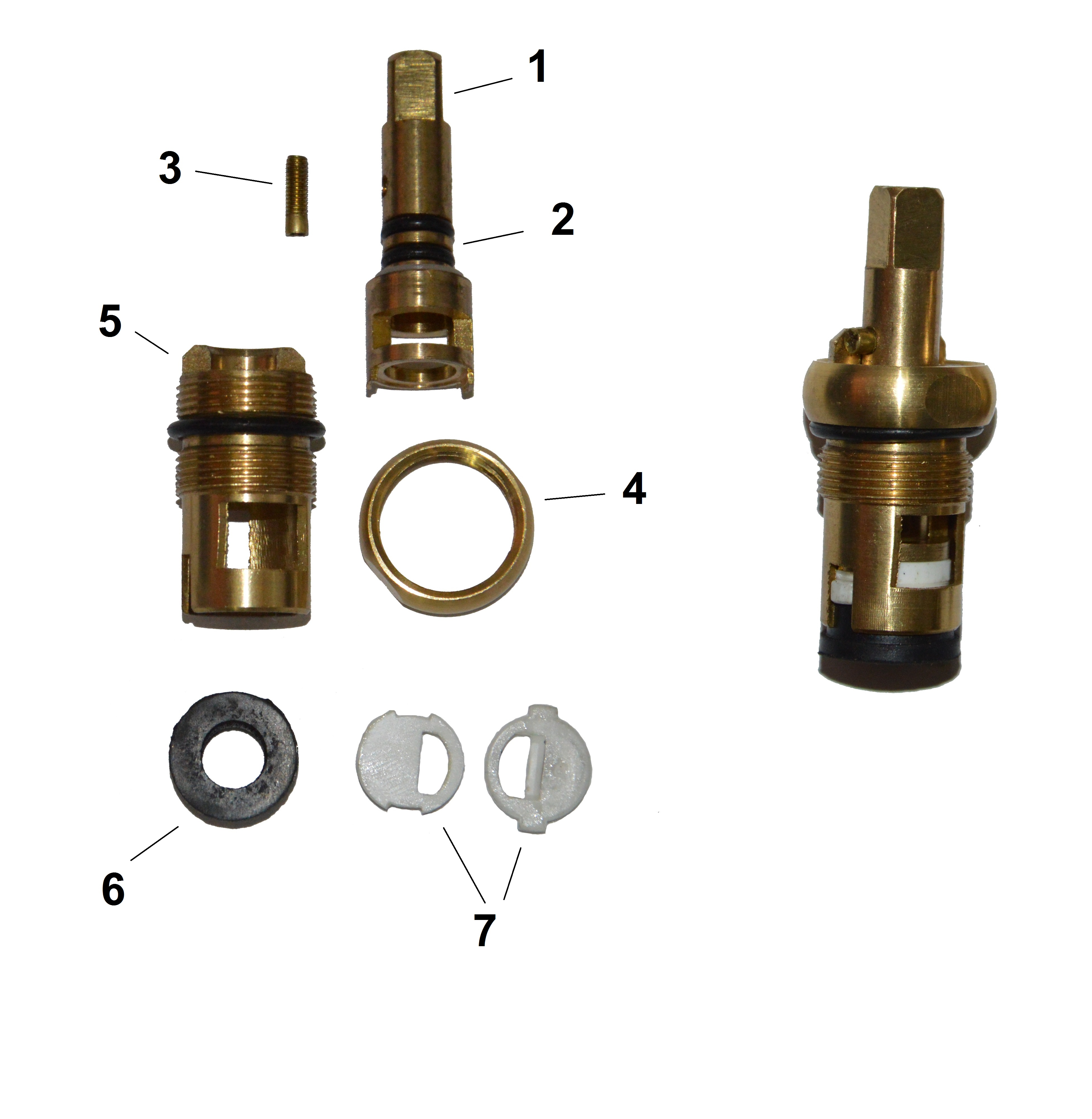
Керамическая кран-букса для бытовых смесителей.
1. Головка квадратная под маховик;
2. Поворотный шток;
3. Фиксирующий винт;
4. Обжимное кольцо;
5. Корпус кран-буксы;
6. Прокладка уплотнительная;
7. Керамические пластины;

Керамический кран — кран, в котором запорно-регулирующий элемент изготавливается из металлокерамики (оксида алюминия). Особенность таких кранов в том, что запорный элемент не нуждается в эластичных уплотнителях, так как плотное прилегание частей запорного элемента обеспечивается за счёт высокой чистоты их поверхности.

## Принцип действия
Оксид алюминия обладает высокой твёрдостью, благодаря чему он устойчив к появлению царапин на поверхности. Кроме того, при достаточно гладкой поверхности по всей поверхности контакта возникает межмолекулярное притяжение. Его величина достаточно велика для того, чтобы сопротивляться давлению жидкости или газа, но за счёт высокой твёрдости материала дисков сила трения при скольжении достаточно мала. Эти особенности позволяют изготавливать запорно-регулирующий элемент в форме пары дисков или плоских пластин с отверстиями.

## Разновидности крана

### Кран-букса бытовых смесителей
Дисковые краны получили распространение прежде всего в бытовых смесителях. Выпускаются кран-буксы полностью взаимозаменяемые с клапанными механизмами, применявшимися в смесителях ранее. Преимущество дискового механизма перед клапаном:
- Небольшое усилие открывания и закрывания
- Небольшой угол поворота от полного открытия до перекрытия
- Большая надёжность и долговечность, по сравнению с клапанным механизмом
- Технологичность в производстве.
- Такой кран может иметь в конструкции глушители, позволяющие сделать кран практически бесшумным

Однако у них есть свои недостатки. Прежде всего, при большом количестве взвешенных частиц в перекрываемой жидкости происходит более быстрый износ рабочих поверхностей. Возможно даже попадание крупных частиц между дисками, что может привести к разгерметизации. Поэтому при использовании дисковых кранов обычно рекомендуется устанавливать фильтр. Кроме того, из-за меньшего угла поворота сложнее осуществлять точную регулировку потока жидкости, но для бытового применения этого достаточно.

### Однорычажный керамический смеситель

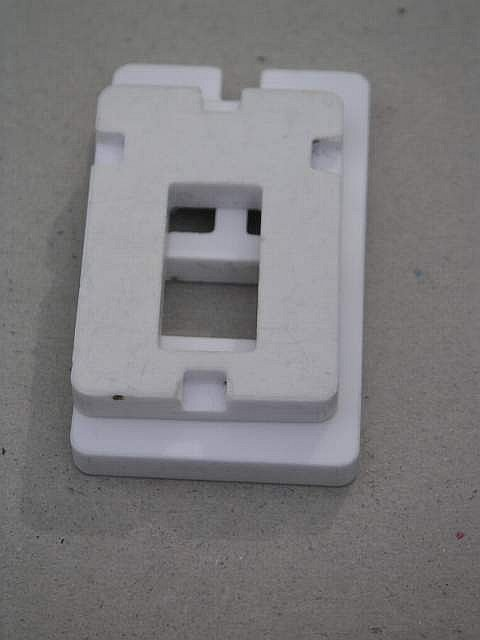
Запорный элемент однорычажного керамического смесителя

Особенность однорычажного смесителя в том, что запорный элемент имеет две степени свободы, благодаря чему с помощью одной пары керамических пластин можно независимо регулировать ток воды с двух направлений.

### Бессальниковый запорный кран
Запорный бессальниковый кран состоит из трёх керамических дисков: двух неподвижных и одного подвижного. Подвижный диск соединён с рычагом, с помощью которого осуществляется его поворот. Один из неподвижных дисков имеет сплошное круглое отверстие, а другой неподвижный, как и подвижный — в форме секторов (точнее, части сектора). Пакет дисков стягивается для достижения нужной герметичности. В таком кране диски одновременно герметизируют запираемые объёмы как друг от друга, так и от окружающей среды. Такие краны применяются при давлениях до 1,6 МПа для различных сред. Преимущества дисковых кранов:
- Простота и технологичность конструкции
- Малая строительная длина и высота
- Значительный ресурс
- Удобство управления

Недостатки:
- Нежелательно применение такого крана для перекрытия сред, содержащих большое количество твёрдых взвешенных частиц
- В случае разгерметизации рабочего органа утечка происходит как в запираемый объём, так и во внешнюю среду
- В отличие от шарового крана и задвижки не является полнопроходным. Проход имеет форму одного или (чаще) нескольких круговых секторов
- Большее гидравлическое сопротивление, чем для шарового крана, задвижки и дискового затвора

В целом возможно изготовление полнопроходных кранов, но они будут иметь значительно бо́льшие габариты.
Выпускаются краны, не имеющие монтажной резьбы или фланца, которые монтируются путём зажатия в стандартных фланцах.